# 深圳证券交易所

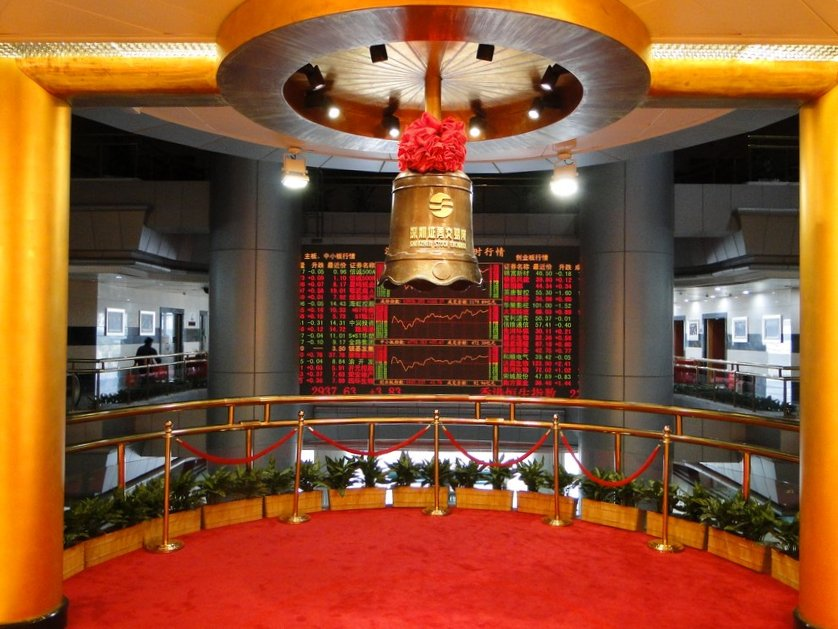
深圳证券交易所内景

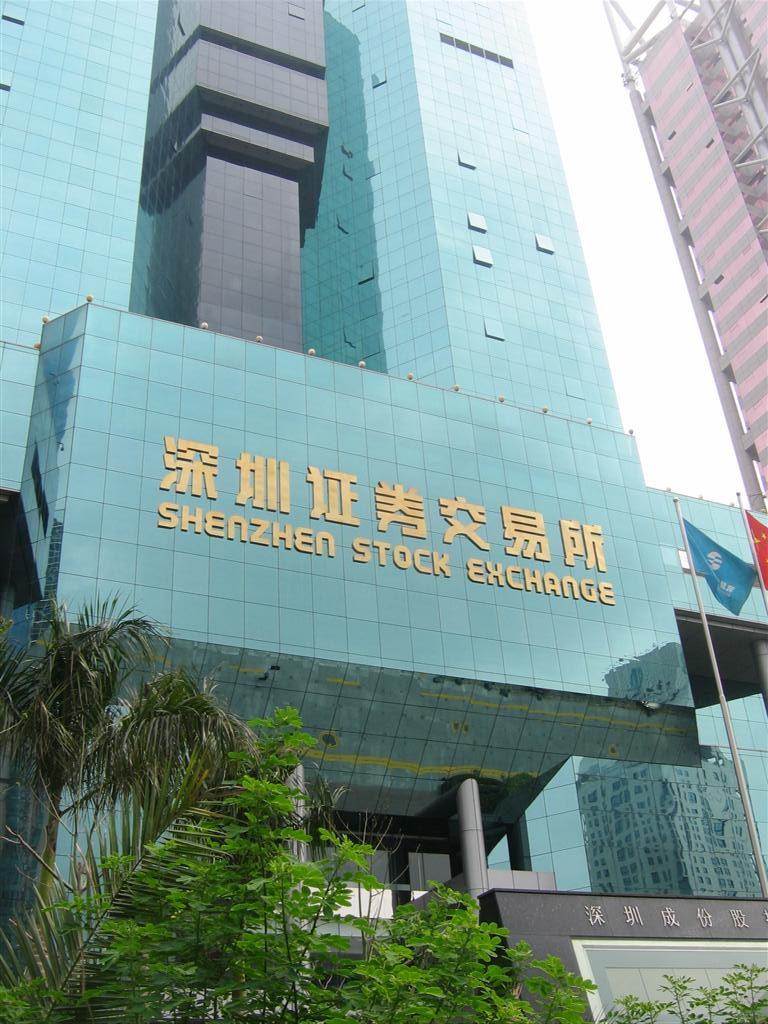
旧深圳证券交易所大厦

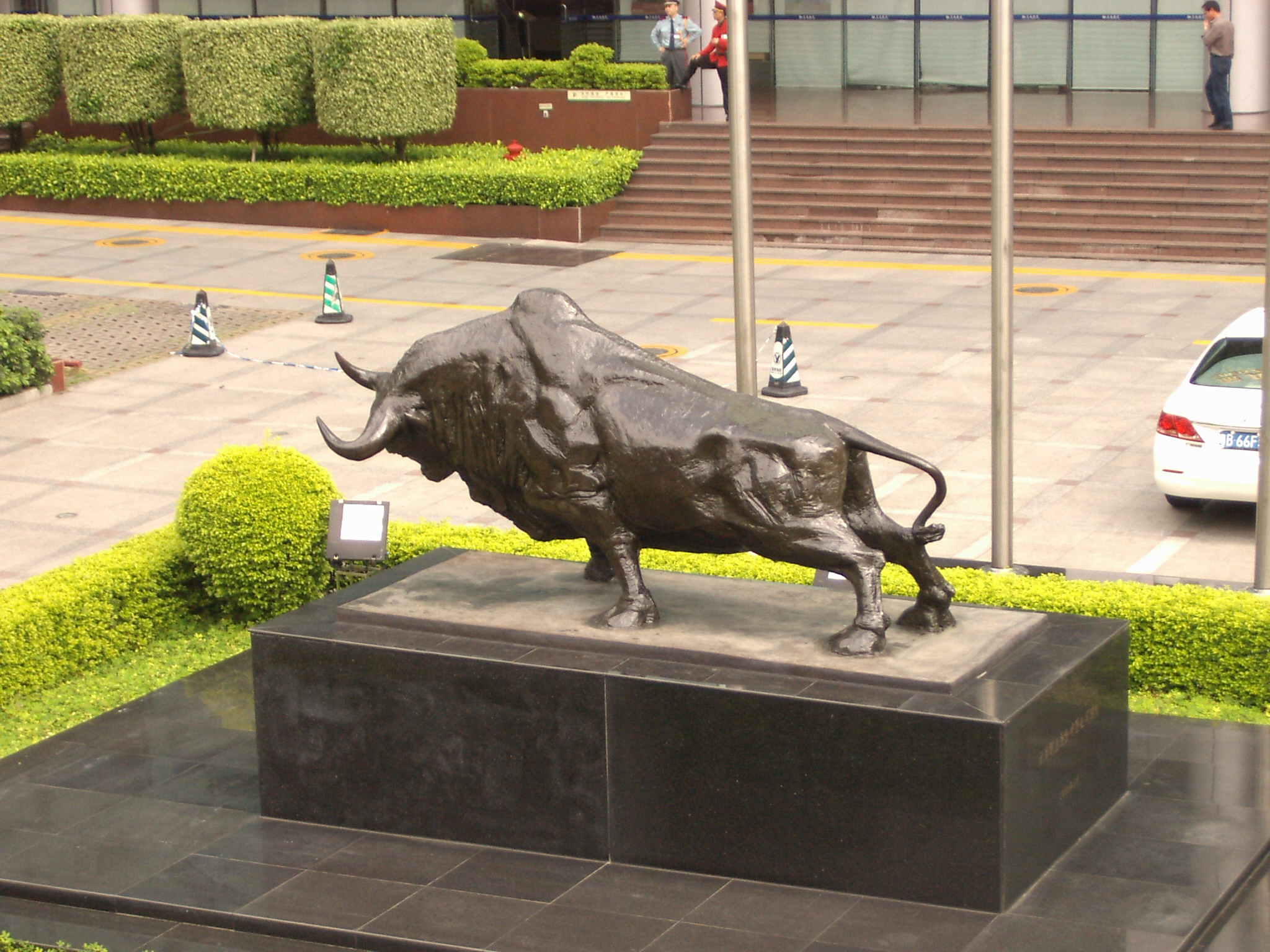
旧址门前的拓荒牛

深圳证券交易所（简称深交所，縮寫为）成立于1990年12月1日，是中國大陸三所證券交易所之一，位於广东省深圳市福田区深圳证券交易所运营中心。深圳证券交易所于1989年11月15日筹建，1990年12月1日开始集中交易（试营业）。深交所是为证券集中交易提供场所和设施，组织和监督证券交易，履行国家有关法律、法规、规章、政策规定的职责，实行自律管理的法人，由中国证券监督管理委员会监督管理。深交所的主要职能包括：提供证券交易的场所和设施；制定业务规则；审核证券上市申请、安排证券上市；组织、监督证券交易；对会员进行监管；对上市公司进行监管；管理和公布市场信息。其主要指数为深圳A股指数。
深交所市场交易时间为每周一至周五。上午为前市，9:15至9:25为开盘集合竞价时间，9:30至11:30为连续竞价时间。下午为后市，13:00至14:57为连续竞价时间，14:57至15:00为收盘集合竞价时间。周六、周日和深交所公告的休市日市场休市。采用协议大宗交易方式的大宗交易交易时间为交易日的9:15至11:30及13:00至15:30，采用盘后定价大宗交易方式的，接受申报的时间为每个交易日的15:05至15:30。协议大宗交易的成交确认时间为每个交易日15:00至15:30；公司债券协议大宗交易的成交确认时间为每个交易日9:15至11:30、13:00至15:30。
深圳证券交易所是国际证监会组织、亚洲和大洋洲交易所联合会、世界交易所联合会的成员。2016年11月市值列世界第八位。

## 历史

### 筹办时期
深圳证券市场在1986年起步，《深圳经济特区国营企业股份化试点暂行规定》出台，国有企业为摆脱经营困境进行了股份制改造，使得其更好的融資。1988年4月1日，深圳发展银行在特区证券公司的柜台上开始了最早的证券交易。随后深圳市国投证券部和中行证券部相继开业，万科、金田、安达、原野（世纪星源的前身）等也陆续发行了股票并上柜交易，构成了深圳证券市场的雏形。
1988年6月，深圳市政府成立了证券市场领导小组，研究筹建证券市场。1989年11月，在改革開放暫時停滯的氣氛下，深圳市政府作出了建立深圳证券交易所的重大决定。

### 成立初期
1990年12月1日，深交所试营业。王健、禹国刚先后被深圳市政府任命为主持工作的副总经理。1991年7月3日，深圳证券交易所正式开业。由于六四事件的影响，中国改革开放受阻，证券市场受到波及。1992年1月，邓小平南巡穩定民心，拯救了中国的资本市场，以及上海证券交易所和深圳证券交易所，在其指引下急速恢復活力。
1992年8月9、10、11日深圳发售1992年新股认购抽签表，发生风波。11日受发售新股抽签表影响，深圳证券市场领导小组决定深圳证券交易所停市半天。深交所成立初期归属中国人民银行深圳市分行管理，1993年4月1日深圳证券管理委员会成立以后归属由人民银行变为深圳证券管理委员会。

### 早期发展
1995年2月23日，上海证券交易所出现了著名的327国债事件，导致了管金生带领的上海万国证券倒闭，国债期货市场上巨额资金不断互相厮杀，1995年5月18日根据中国证监会紧急通知，国债期货交易暂停试点，各交易所组织会员协议平仓。此后一段时间深圳股市发生剧烈震荡，22日股市成交47.4亿元，创本年最高纪录；综指收报169.65，成指收报1415点，为本年最高点，三日累计升幅44.78%，其后一周跌幅19.32%。30日国债期货平仓顺利结束，22日-30日共平仓68万口。
随着深交所的交易逐步活跃，上市公司数量逐渐扩大，导致所影响的范围不断扩大，再加上1996年牛市行情中深圳市与上海市为维护深交所、上证所爆发的竞争，1997年8月15日起，国务院决定，将深圳证券交易所划归中国证监会直接管理，证券交易所的总经理和副总经理由中国证监会任命，理事长、副理事长由中国证监会提名，理事会选举产生。
1999年5月19日深沪股市爆发井喷式行情，称为“5·19”行情，当天沪深指数分别上涨超过4%和5%，之后两个多月间两市指数上涨超过60%，日均交易量达到近300亿元。

### 21世纪
2000年2月15日，上市公司亿安科技报收于104.39元，成为自1992年国内股票面值拆细为一元之后，第一只市价超过百元的股票。
2000年10月，为配合创业版筹建，深交所A股新股发行及上市被全部停止（除了深沪两交易所外，包括北京在内的多个城市也迅速展开了围绕创业板市场地点的激烈竞争。2000年8月，深交所公布创业板的相关规则，标志深圳在这场角逐中最终胜出）。直到2004年5月17日设立中小企业板（简称中小板）后，2004年6月25日新和成等八家公司挂牌上市，才标志着深交所又重新恢复了新企业上市。2008年，国际金融危机波及全球经济。为实现中国经济持续健康发展，各界均呼吁尽快推出创业板。2008年12月8日，国务院办公厅发布《关于当前金融促进经济发展的若干意见》，明确提出“适时推出创业板”。2009年10月23日，深交所创业板正式启动。10月30日，首批28家创业板上市公司在深交所集中上市。创业板启动标志着多层次资本市场体系架构初步确立。
2004年9月6日，联合上海证券交易所和中国证券登记结算公司发布并实施《上市公司股权分置改革业务操作指引》。
2021年2月5日，中国证券监督管理委员会宣布，批准深圳证券交易所的主板和中小板合并，该合并于2021年4月6日起正式实施。
2022年10月24日起，深交所将融资融券的标的股票数量由800只扩大到1200只。

## 业务

### 证券代码
2005年1月14日发布的《深圳证券交易所证券代码、证券简称编制管理办法（修订稿）》规定，深证所证券代码采用六位数的数字型编制方法。首位代码为证券品种区别代码。其中0字开头的代码为A股证券及其衍生品种的证券代码；1字开头的代码为基金、债券及其衍生品种的证券代码；2字开头的代码为B股股票及其衍生品种的证券代码；3字开头的代码为创业板股票及其衍生品种、指数、统计指标、网络投票的证券代码；4字开头的代码为代办转让股票等的证券代码。
- 深圳证券交易所主板上市公司列表
- 深圳证券交易所创业板上市公司列表
- 深圳证券交易所上市交易基金列表

### 事件与记录
- 深圳股市1991年4月22日成交量为零，创下最低成交记录。
- 深圳股价指数1991年9月6日收市报45.6585，创下最低记录。
- 1993年12月13日，广东国投证券部的电脑程序出现故障，将该日9:40分前的委托买卖盘股数误为手数，放大了一百倍，该证券部及时采取措施，进行了反向交易，致使该日股市出现异常波动的情况。
- 1994年9月29日，因天文原因调整交易时间，下午开市时间由13:00更改为13:40，收市时间相应延长。
- 2002年7月5日上午，因深圳证券通信公司租用的亚太卫星1号7A转发器受到不明强信号干扰，导致917家证券营业部通信全部中断，根据《交易规则》和《深交所异常情况处理规定》等办法，深交所作出紧急停市的决定。通信系统于当日中午11:15恢复正常，下午深圳证券市场正常交易。

## 历任领导

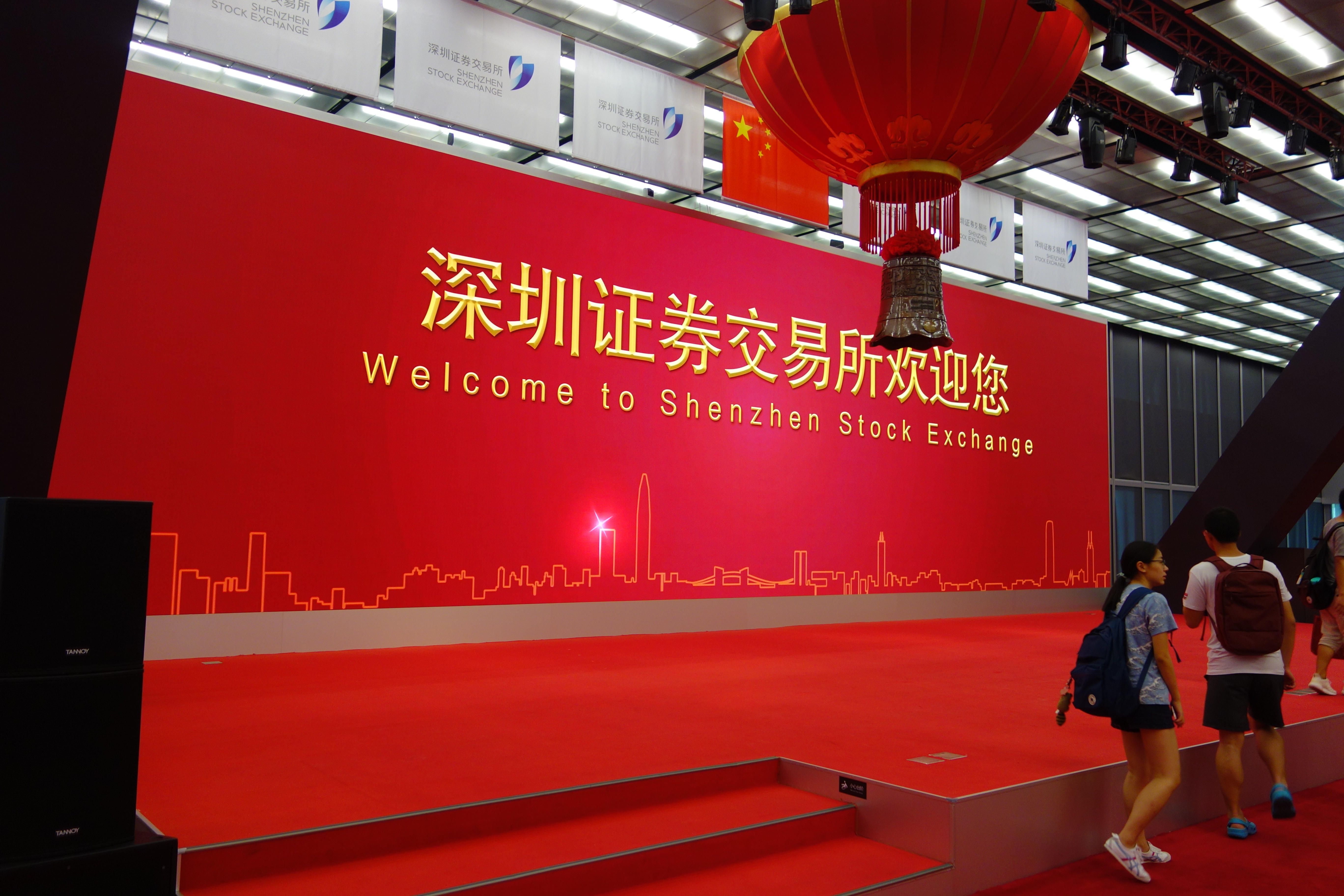
前庭招牌

### 理事长
- 深圳证券交易所第一任理事长是王喜义。
- 1993年3月，深圳市政府任命罗显荣为深交所理事长，王健任深交所副理事长。
- 1995年5月，深圳市政府任命曾柯林为深交所理事长。
- 2001年9月，经中国证监会提名，深交所理事会选举陈东征为理事长。
- 2014年9月，吴利军任深圳证券交易所党委书记，提名吴利军同志为深圳证券交易所理事会理事长（副部长级）人选。[17]
- 2020年3月，深交所理事会选举王建军为理事长。
- 2021年12月，选举陈华平为理事长（副部长级）。
- 2024年2月，选举沙雁为理事长（副部长级）。

### 总经理
- 深交所第一任行政领导为王健，任深交所副总经理，主持工作。
- 1992年7月，深圳市政府任命禹国刚为深交所副总经理，主持工作。
- 1993年7月，深圳市政府任命夏斌为深交所总经理。
- 1995年10月，中国证监会任命庄心一为深交所总经理。
- 1997年8月，中国证监会任命桂敏杰为深交所总经理。
- 2000年8月，中国证监会任命张育军为深交所总经理。
- 2008年2月，中国证监会任命宋丽萍为深交所总经理。
- 2016年4月，中国证监会任命王建军为深交所总经理[18]。
- 2020年7月，中国证监会任命沙雁为深交所总经理。
- 2024年8月，中国证监会任命为李继尊为深交所总经理。